# Radulphius bicolor
Radulphius bicolor là một loài nhện trong họ Miturgidae.
Loài này thuộc chi Radulphius. Radulphius bicolor được Eugen von Keyserling miêu tả năm 1891.